# Bremschildwants
De bremschildwants (Piezodorus lituratus) is een wants uit de familie Pentatomidae.

## Uiterlijk
De bremschildwants heeft een langwerpig ovaal, licht gebogen lichaam. De kleur is afhankelijk van het seizoen tussen de rood / bruin-groen en geel-groen. De dekvleugels hebben een smalle blauwgrijze buitenrand. Het schildje (scutellum) is groot en driehoekig met een iets lichtere punt. Het connexivum (aan de zijkant zichtbare deel achterlijf) is opvallend geel. De antennes zijn geelbruin. Ze zijn 10 – 13 mm lang.                        

## Verspreiding en habitat
De bremschildwants komt voor in Noord-Afrika, Europa, Oost-Siberië en Centraal-Azië. 

## Leefwijze
Men kan de bremschildwants vinden op verschillende planten uit de vlinderbloemenfamilie (Fabaceae), vooral op  brem (Sarothamnus scoparius) en verfbrem (Genista tinctoria L.) maar ook op rupsklaver (Medicago), wikke (Vicia),  lupine (Lupinus) en andere vlinderbloemige. Ze zuigen aan de rijpe vrucht van de plant.
Winterslaap vindt plaats als Imago, meestal in de droge strooisellaag onder de voedselplant, maar ze zijn in de winter ook wel in dennen gevonden.
Paring vindt plaats van mei tot juli, de vrouwtjes leggen in het voorjaar 10 tot 20 eitjes in twee rijtjes op de stengels, bladeren en vruchten van voedselplanten. Eind juli of augustus verschijnen de nieuwe volwassen wantsen. Maar tot september zijn er nog nimfen te zien. 

## Afbeeldingen

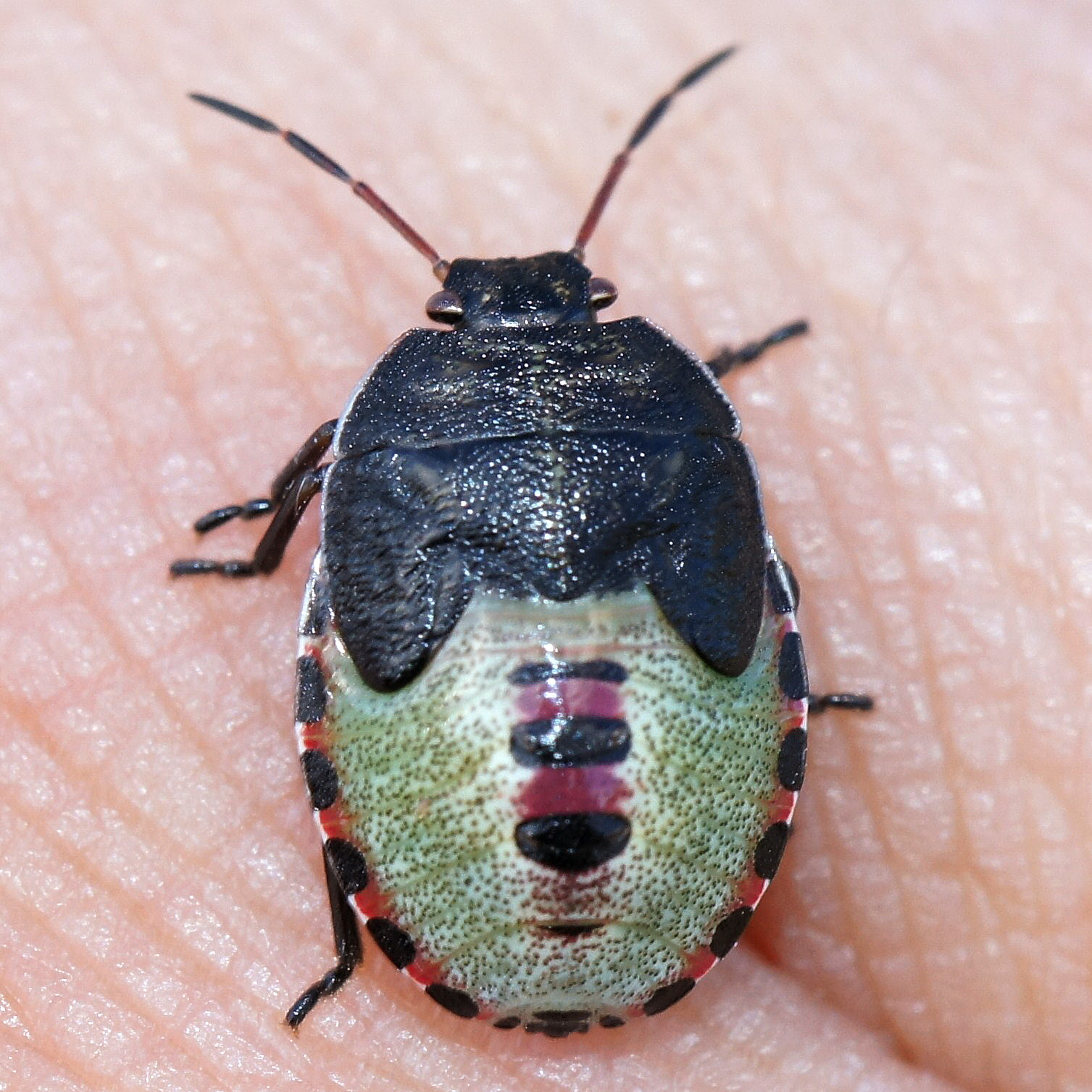
Nimf
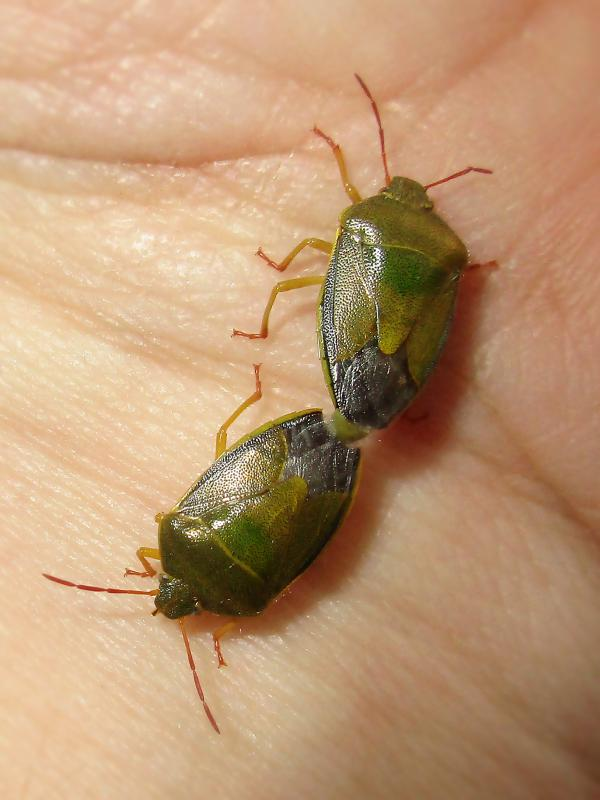
Paring